# 霊界
霊界（れいかい）は、「死後に霊ないしそれに類するものが行き着くとされる世界」、「死後の世界」、「精神の世界」、「非物質世界」などといった宗教上の概念（死生観）に対する総称。
霊界という概念は古今東西に存在するが、それが意味する内容は個々人や信仰（宗教的立場）によって極めて異なる。
一般に霊界といった場合は前者の意味で用いられることが多く、あの世、後世、死後世などの表現でも呼ばれている。伝統的な宗教の中には、死者が存命中にこの世で行った善悪の行いや信仰心などに応じて、行き先が天国と地獄に分かれるとするものもある。また、霊界は階層状の世界であり、魂の状態に応じてふさわしい層に行くとも言われている。

## 歴史

バー

霊や死後の世界という概念が歴史に登場したのは、実に6000年以上前の古代エジプトの時代までさかのぼる。古代エジプトのヘセプーチ王の棺に死者の書が描かれている。古代のエジプト人たちは霊魂は死後、「バー」という鳥の姿になって、肉体からあの世にとびたち、あの世の楽園アアルで永遠の生を送ると考えていた。
古代ギリシャの哲学者ではプラトンが霊界が存在していると述べ、あの世の様子についても語った。
不可知論の立場では、死後の世界については、あるにしてもないにしても、人間の認識能力では知ることはできないと考える。インドの仏陀は、死後の世界があるとも無いとも語らず、それよりも、いま苦しんでいる人の苦しみを取り除くことが先である、と述べた。こうした姿勢は無記と呼ばれている。
17世紀から18世紀のエマヌエル・スヴェーデンボリは霊界日記を記した。
18世紀にヨーロッパで唯物論 materialismという考え方がある程度広がったが、唯物論では物質以外は存在しないと考えるので、死後に霊が残るとは考えず、霊界の存在は想定しなかった。唯物論の立場からは、霊界という用語は霊実在論の立場から論じられていることにすぎない、という理解であった。
1847年には米国のアンドリュー・ジャクソン・デイヴィスが『自然の原理』The Principles of Natureという本を出版し、霊界の仕組みを説いた。
1857年にはフランス人アラン・カルデックが霊の生まれ変わりや死後の世界について記した『霊の書』（Le Livre des Esprits)を出版した。
1920年代にはイギリスのモーリス・バーバネルが霊媒役となりシルバーバーチの霊訓を伝えはじめた。そこには死後の世界、霊界に関することも多数含まれていた。
日本では、大正～昭和期に宗教大本を立ち上げた出口王仁三郎が、入神状態で多様な霊界の諸層について語り、『霊界物語』（全81巻）としてまとめた。また、その宗教大本から独立した浅野和三郎は、「心霊科学研究会」などの「霊界」を探求・研究する組織を創設し、「日本の心霊主義運動の父」と称されている。この流れから、浅野正恭、新倉イワオ 、中岡俊哉、三浦清宏、つのだじろう など多数の心霊研究家が輩出されている。
昭和～平成にかけて丹波哲郎が霊界に関する著書を多数出版、1989年には映画『丹波哲郎の大霊界 死んだらどうなる』を制作・公開した。2005年ごろには江原啓之や美輪明宏がテレビ番組オーラの泉に出演するようになり、人々のスピリチュアリズムや霊界に対する関心も高まった。
19世紀から20世紀にもなると自然科学に過度の期待を寄せる人々が増え、霊界のことまでも自然科学的に立証しようとするような試みも欧米諸国などで行われた。

## 死後の世界
一般に霊界といった場合はこちらの意味となる事が多い。天上や地底、海の彼方や異次元など、別世界に死後に霊の行き着く世界があるという考え方は、古来様々な宗教や信仰に見られる。肉体が滅んだ後でも霊、精神（幽体）、意識（体）などと呼ばれる非物質的な存在が滅びずに残り、それらが暮らす、または魂の故郷へ帰る世界とされる。伝統的な宗教では天国、地獄、浄土（極楽）、黄泉などの言葉でそれを呼んでいる。

## その他の霊界
一部の宗教や信仰においては、死後にだけ行く場所というわけではなく、非物質世界の一つとして霊界を位置付けているものがある。この場合の霊界は、1) 超自然的な人間同士のつながり（ネットワーク）、あるいは 2)現実世界（この世）と重なるようにして表裏一体の不可視の存在たちの世界、があると言われている。
前者（超自然的な人同士のつながり）の意味での霊界は、舞台としての世界ではなく、媒介としての世界であり、何らかの未知の力により霊界を通じて他者と交信する。後者では生霊や死霊、守護霊といった存在とその影響が信じられている。

## 霊界との交信
古くからイタコの口寄せのように、霊界にいる霊と交信できるとする者もいる。そうしたことが事実であれば、霊界から霊媒を通して現世の人とコンタクトが行われる。

## 各宗教、思想における霊界観

### ユダヤ教
信仰の土台となっている旧約聖書には、霊界の記述はほとんどない。このことからトマス・アクィナスは、「ユダヤ国民は死後の生活という思想を知らなかったと断言してもよい」としている。しかし、イエスの死後、新興勢力のキリスト教と交わっていくことにより、救世主が降臨した後、すべての死者が墓から蘇り、神が各人の功績に応じて審判し、「正しき者には祝福する天国の永遠の生命を与え、その他の者には地獄の刑罰を与える」という思想が芽生えた。ただし、救世主が降臨するまでの期間、墓にいる死者がどんな世界にいるのかということは、明確になっていない。

### キリスト教
信仰の土台となっている新約聖書には、イエス・キリストの言葉として、「わたしに向かって、『主よ、主よ』と言う者が皆、天の国に入るわけではない。わたしの天の父の御心を行う者だけが入るのである」（マタイ 7:21）、「もし、右の目があなたをつまずかせるなら、えぐり出して捨ててしまいなさい。体の一部がなくなっても、全身が地獄に投げ込まれない方がましである」（マタイ 5:29）と、天国と地獄が存在することを明言している。これに加えてカトリック教会では、犯した罪が大きくない者が行く霊界として、天国と地獄の中間である「煉獄（れんごく）」というものを認めている。煉獄の苦しみは永遠ではなく、浄められ後には天国に行くとする。さらに近代になると、一部の自由主義的なプロテスタントは、地獄にも煉獄と似たような性質（責苦が永遠ではないという性質）がある、また洗礼を受けずに死んだ幼児は「リンボ」（辺獄）と呼ばれる地獄のはずれで暮らすという解釈をすることもある。

### イスラーム
ユダヤ教、キリスト教と同様に、天国（楽園）と地獄があるとしている。天国については「永遠の（若さを保つ）少年たちがかれらの間を巡り、（手に手に）高坏や（輝く）水差し、汲立の飲物盃（を捧げる）。かれらは、それで後の障を残さず、泥酔することもない。また果実は、かれらの選ぶに任せ、種々の鳥の肉は、かれらの好みのまま。大きい輝くまなざしの、美しい乙女は、丁度秘蔵の真珠のよう。（これらは）かれらの行いに対する報奨である」、地獄については「（かれらは）焼け焦がすような風と、煮え立つ湯の中、黒煙の影に、涼しくもなく、爽やかでもない（中にいる）。かれらはそれ以前、裕福で（享楽に耽り）。大罪を敢て犯していた」と、ユダヤ教やキリスト教よりも描写は具体的である。「かれらの行いに対する報奨である」、「大罪を敢て犯していた」とあるように、生前の行いが霊界での位置を明確に決定することを説いている。

### ヒンドゥー教
輪廻が教義の根幹となっているヒンドゥー教では、信心と業（カルマ）によって生まれ変わるとされている。死後、閻魔（ヤマ神）が裁判長となり、生まれ変わり先が決まる。したがって、霊界とは生まれ変わり先が決まるまでの一時的な待合室のような所にすぎないと考えている。利己心、淫欲、暴力などのカルマがある者は、以前よりも苦悩の多い存在に生まれ変わり、放っておくと生まれ変わりが無限に続くことになる。瞑想や苦行によって解脱（輪廻からの脱出）に達した者のみ、生まれ変わりがなくなる。解脱者は、インドラ、シヴァ、ヴィシュヌ、クリシュナ、ブラフマンという名の神が臨在する「五つの天国」のいずれかに赴くとされている。

### スピリチュアリズム

#### デイヴィス
アンドリュー・ジャクソン・デイヴィスは、1847年に出版したThe Principles of Nature『自然の原理』において霊界、霊界の構造、死後の世界について解説しており、「スピリチュアリズムのバイブル」とも呼ばれている。

#### その他の説明
死後の世界は霊の差別界或いは霊格の差別界で、肉体の滅びた魂は幽現界を経て自分の魂と同じレベルの階層へと平行移動していき、霊の階層の決定には、現世での地位、名誉、財産等の物質的な価値は一切関係ないとも説明されている。

## 参考書
- ウォーリス・バッジ 著、今村光一 訳『世界最古の原典エジプト死者の書』たま出版、1994年。ISBN 4884818067。
- 三浦清宏『近代スピリチュアリズムの歴史』講談社、2008年
- 金森誠也『「霊界」の研究: プラトン、カントが考えた「死後の世界」』PHP出版